# Boreal (idade)
Boreal é a idade climática da época Holocena. Durou de 9 a 7,5 mil anos AP. A idade foi a primeira da sequência da classificação de Blytt-Sernander do norte da Europa numa fase climática que foi originalmente baseada no estudo da dinamarquesa turfa, nomeado para Axel Blytt e Rutger Sernander, quem primeiro estabeleceu a sequência. Na turfeira de sedimentos, a Boreal também é reconhecida por sua característica zona de pólen. A idade foi precedido pelo Dryas recente, o último estágio do Pleistoceno ou Pré-boreal e seguido pelo Atlântico na mesma época, uma idade mais quente e úmido do que o nosso mais recente clima. O Boreal, transicional entre os dois períodos, variava muito, às vezes tendo dentro de si climas como os de hoje. Blytt em 1876 introduziu o termo 'boreal' derivando do Βορέας – bóreas, o deus grego dos ventos do norte.

## Subdivisões
Subsequente ao esquema original de Blytt-Sernander, o primeiro estágio do Boreal foi dividido como uma fase de transição Pré-boreal, seguida pelo próprio Boreal. Alguns esquemas atuais baseados em zonas de pólen também distinguem uma Pré-boreal (zona de pólen IV), um Boreal inicial (zona de pólen V) e um Boreal tardio (zona de pólen VIa, b e c).

## Datação

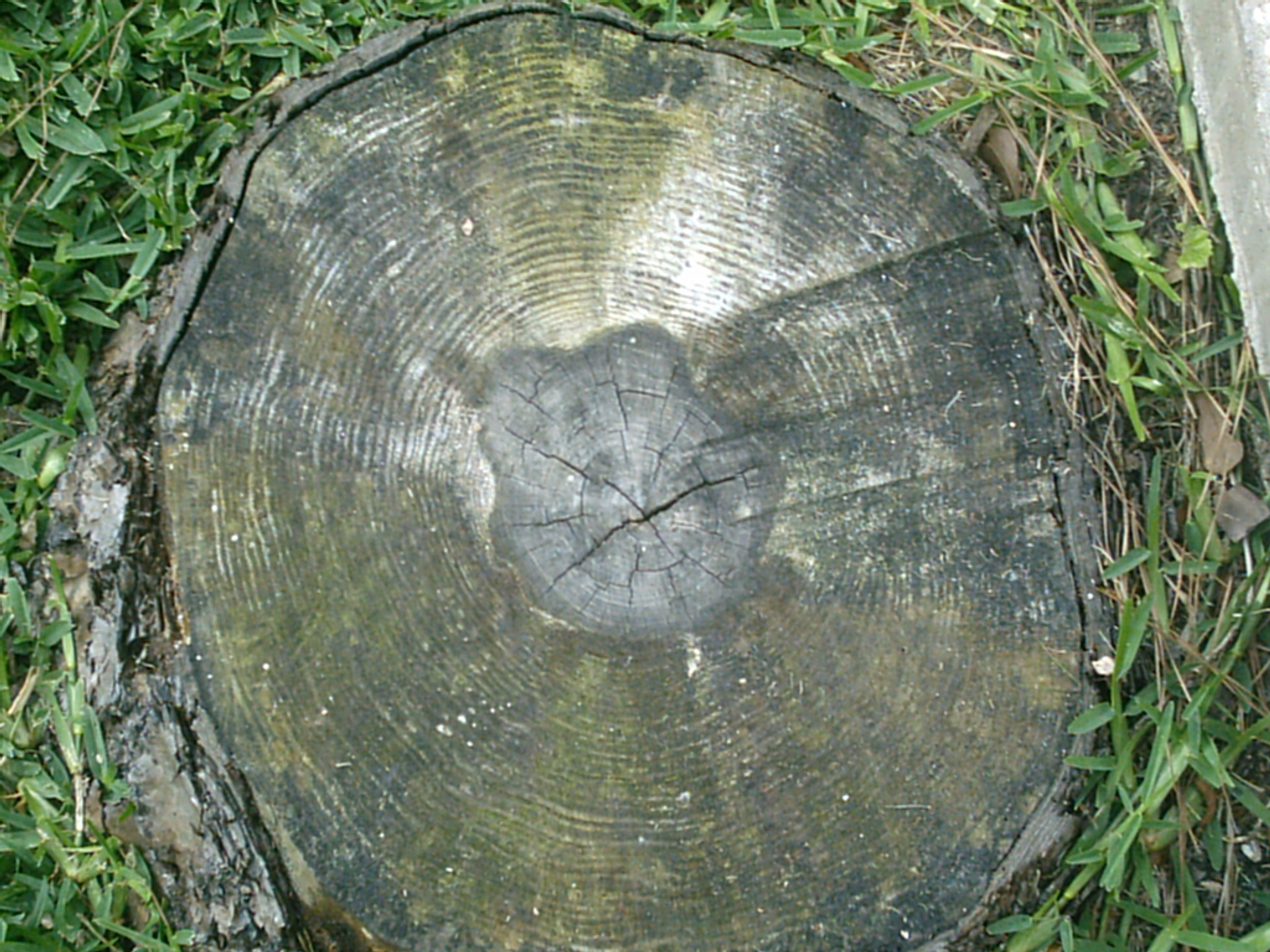
Anéis de pinheiro.

Uma data comumente citada para o fim do Dryas recente e o início do Pré-boreal é de 11 500 Antes do Presente calibrados.[carece de fontes?] O início da idade é relativamente bem definido por um aumento de 7 °C nos 50 anos na Groenlândia do Sul. A data é baseada razoavelmente solidamente no núcleo de gelo da Groenlândia, que dá 11 640 AP para o Dryas recente e 11 400 AP para o início do Pré-boreal.[carece de fontes?]

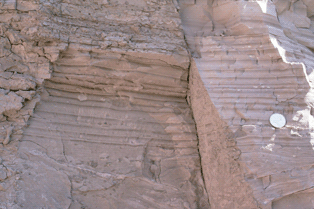
Varvito.

Mas as estimativas de outras datas variam em até 1 000 anos, por vários motivos. Primeiro, "Boreal" pode identificar um paleoclima, uma zona de pólen ou uma cronozona temporalmente fixa e essas três bases de definição permitem datas bastante diferentes. Segundo, diferentes métodos de datação obtêm datas diferentes. O problema subjacente é que o clima e o pólen variam um pouco de região para região. Os cientistas de cada região usam os métodos disponíveis em sua região, seja o lago de varvito, as camadas anuais de sedimentos de fundos de lagos antigos ou modernos, núcleos de gelo ou contagens de anéis de árvores (dendrocronologia).
A padronização tornou-se uma preocupação crescente para os cientistas de todos os lugares. Datas de muitos métodos continuam a se multiplicar à medida que os paleoclimatologistas buscam maior resolução. Mas não está claro se a variação regional permitirá a padronização de alta resolução.

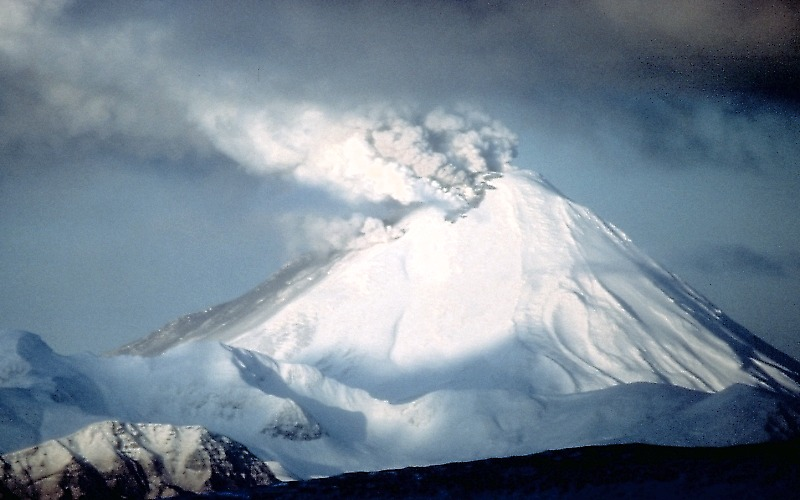
Distribuição de tefra.

No entanto, existem algumas datas sólidas do Pré-boreal e Boreal. A Saksunarvatn tephra (uma camada de cinzas de precipitação vulcânica) é datada no gelo da Groenlândia a 10 180±60 AP; em depósitos lacustres em Krakenes, na Noruega, para 10 010-9 980 anos de AP calibrados; em lagos do noroeste da Alemanha, para 10 090 AP calibrados. O tefra ocorre nos primeiros contextos boreais. Então, parece certo que o início do Boreal (zona de pólen V) inclui o ano 10 000 AP. Da mesma forma, o falecido Boreal inclui os tefras Kilian/Vasset de lagos suíços e do sudoeste da Alemanha a 8 200 AP, todos calibrados. Mas as fronteiras são menos certas.

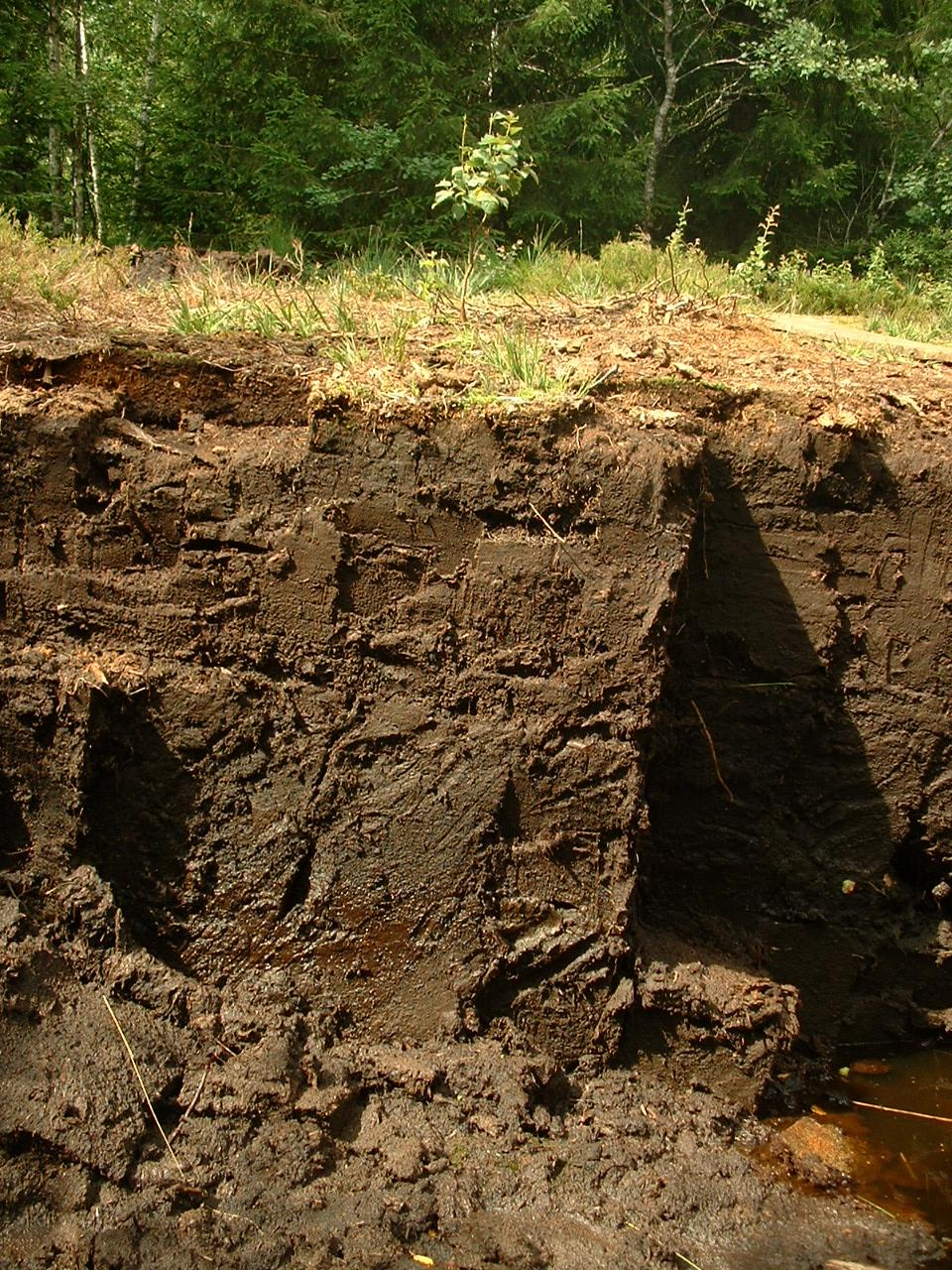
Turfa.

Estudos de paul no noroeste da Rússia são a base para uma divisão do Pré-boreal (PB) em PB-1, 10 000-9 800, e PB-2, 9 800-9 300 BP incal. O esquema passa a dividir o Boreal (BO) em BO-1, 9 300-9 000, BO-2, 9 000-8 500 e BO-3, 8 500-8 000, incal. CalPal Usado nestas destas baixos limites suínos de 11 500 e 10 500 AP para o Pré-boreal e o fim do Boreal a 8 900.
As datas recebidas recentemente são geralmente anteriores que aqueles que receberam mais de 10 anos atrás. Por exemplo, Iverson (1973) e RUD (1979) dão datas de 10 000-9 000 pb para o Pré-boreal e 9 000-8 000 pb para o Boreal, que são datas C-14 não acompanhadas com base na estratigrafia de pólen escandinava.
Presumivelmente, as datas mais recentes são mais precisas, pois a tecnologia melhora com o tempo, muitas vezes bastante rapidamente. No entanto, o pólen e as fases climáticas também para algum grau podem depender da latitude, portanto, nenhuma data pode ser considerada certamente errado. Os cientistas procuram o padrão geral das datas, mas a procura técnica é a técnica geral, mas essa técnica não é 100% confiável, ou.

## Descrição

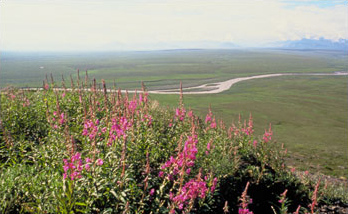
Tundra.

Antes que o Pré-boreal, Eurásia estivesse trancado no frio dos Dryas recente e fosse um cinturão na maior parte contínuo da tundra, com regiões de taiga, coberto com um manto de gramíneas, arbustos e outras plantas baixas típicas de terra aberta. Um grande número de herbívoros perambulavam por grandes distâncias. O cobertor estava repleto de espécies pequenas e de rápida reprodução, que sustentavam cadeias alimentares de predadores maiores. Os maiores predadores e humanos caçavam os mamíferos da tundra aberta.
O Pré-boreal começou com um aumento súbito de temperatura que mudou abruptamente esse ecossistema. A floresta substituiu as terras abertas na Europa e os animais que vivem na floresta se espalharam ao sul como refúgio e substituíram os mamíferos tundra da era glacial, novos ecossistemas climáticos foram desenvolvidos. A antiga fauna persistia na Ásia Central, mas logo foi caçada, pois não foram reabastecidos pelas áreas maiores que antes nutriam o ecossistema.
O mar trouxe isolamento adicional ao aumentar rapidamente e afogar toda a costa. A Irlanda foi cortada no início do Boreal, sofrendo um empobrecimento de espécies. É o lar de apenas dois terços das espécies presentes na Grã-Bretanha. A Grã-Bretanha foi cortada no final do Boreal. Floresta havia fechado a antiga tundra europeia emerge.
Os humanos tiveram que se adaptar à invasão da floresta ou se mudar para o leste com os grandes mamíferos. Aqueles que ficaram tornaram-se caçadores-coletores das florestas e pescadores das numerosas baías, enseadas e águas rasas ao redor das milhares de ilhas que agora cobriam os mares da Europa. Eles viviam ricamente e eram encorajados a entrar na fase pré-produtiva que chamamos de Mesolítico. Aqueles que se mudaram para o leste caçaram o último grande jogo selvagem e se esforçaram para aprender a reunir o que restava. Nas Américas, os seres humanos haviam deixado a fase paleoamericano e estavam agora no arcaico.
Enquanto isso, a humanidade em direção ao sul da zona temperada do norte já havia se voltado para a produção de alimentos em vários locais amplamente separados e estava à beira da civilização. Não há evidência de qualquer contato extensivo com as culturas do norte durante o Boreal. Os produtores tendiam a viver em centros densos sem qualquer interesse em se mudar de lá, exceto quando motivados a encontrar novas terras. Os coletores estendiam-se amplamente sobre suas terras, construindo apenas assentamentos temporários para passar o inverno.

## Flora

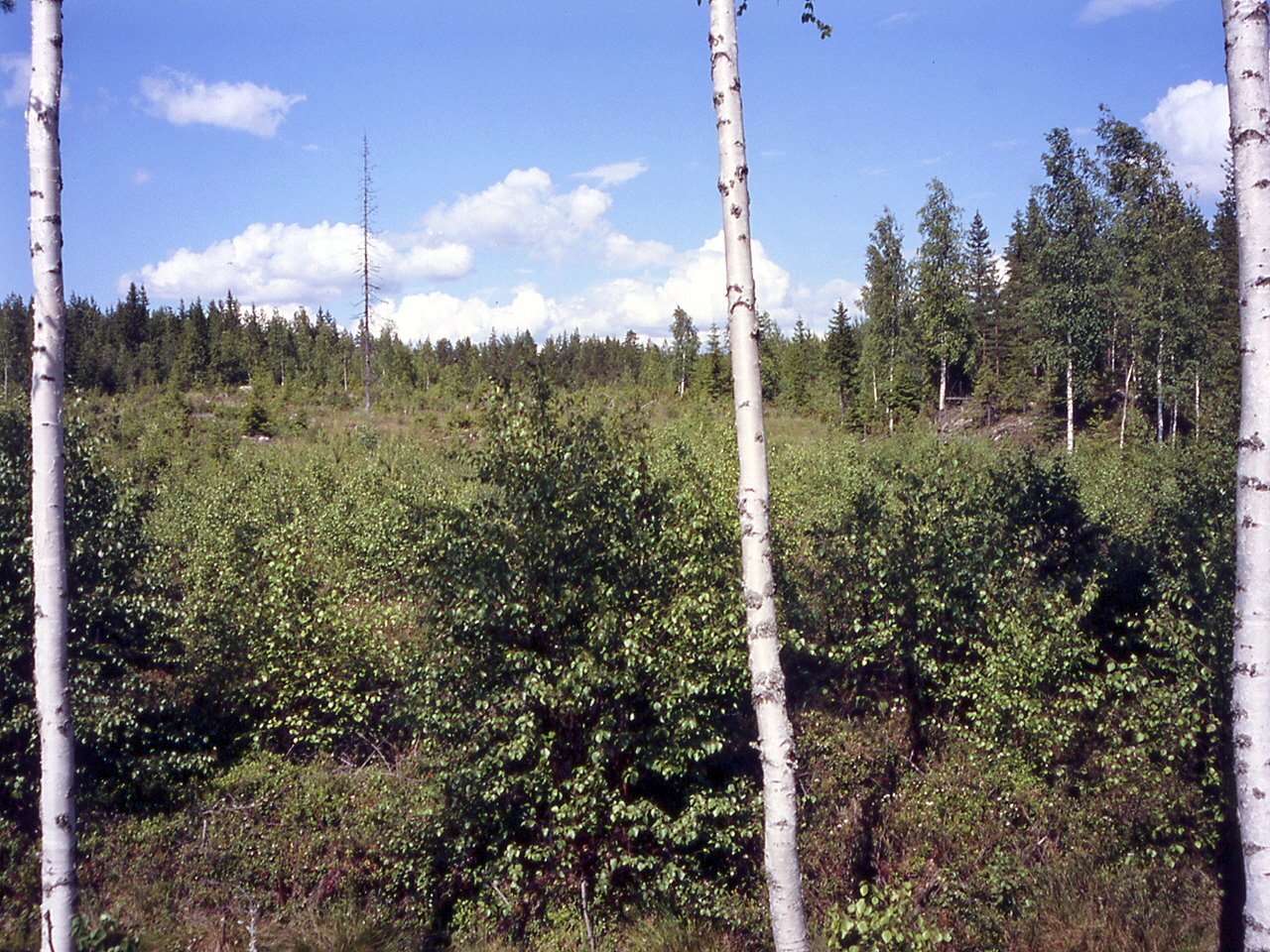
Floresta de bétula perto de Ruovesi, Finlândia.

Durante a zona de pólen Pré-boreal IV, grandes quantidades de pólen de árvores começaram a substituir o pólen de espécies de terra aberta, já que as espécies arbóreas mais móveis e flexíveis colonizaram seu caminho para o norte, substituindo as plantas de tundra da idade do gelo. Entre eles, destacam-se as bétulas, a Betula pubescens e a Betula Pendula, acompanhadas de Sorbus aucuparia e choupos, Populus tremula. Especialmente sensíveis a mudanças de temperatura e movendo-se para o norte quase imediatamente foram "Juniperus nana" e "J. communis", arbustos e anões juníperos, respectivamente, que atingiu uma densidade máxima no Pré-boreal, antes que seus nichos fossem sombreados. Logo seguiu-se o pinheiro, razão pela qual a floresta aberta resultante é muitas vezes chamada de floresta de bétula ou de pinheiro-bravo.

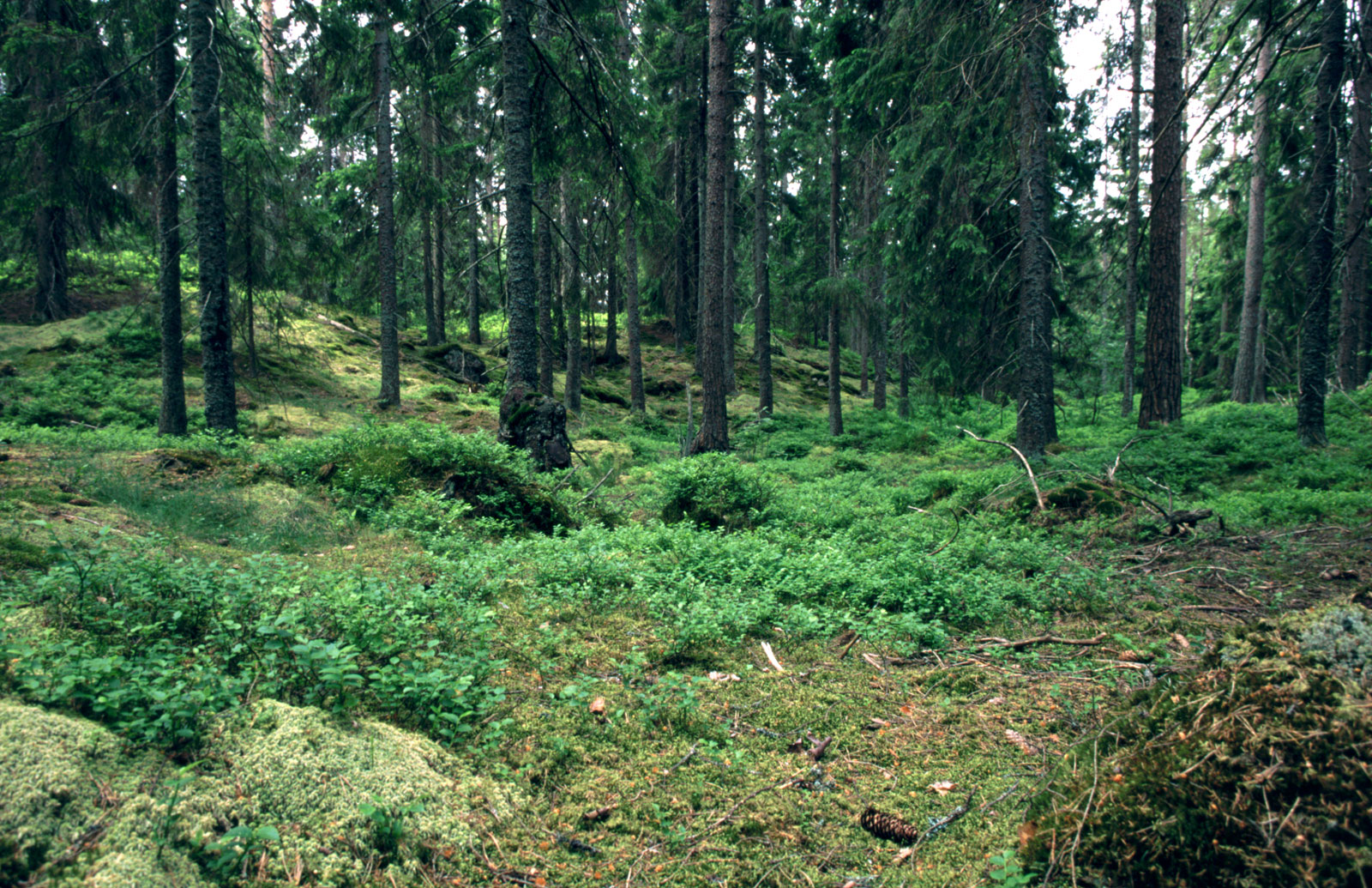
Floresta de abetos suecos.

Na ainda mais quente zona de pólen Boreal V, Corylus avellana (avelã) e pinheiro expandiram-se para as florestas de bétulas a tal ponto que palinologistas se referem à ecologia resultante como a aveleira-floresta de pinheiros. No final do Boreal, foi suplantado pela disseminação de uma floresta estacional decidual chamada floresta de carvalhos. Pinho, bétula e aveleira foram reduzidos em favor de Quercus, Ulmus, Tilia e Alnus. A antiga tundra estava agora fechada por um dossel de floresta densa. No pântano Typha latifolia prevaleceu. Espécies menos tolerantes ao frio, como hera e erva-de-passarinho, foram encontradas na Dinamarca.

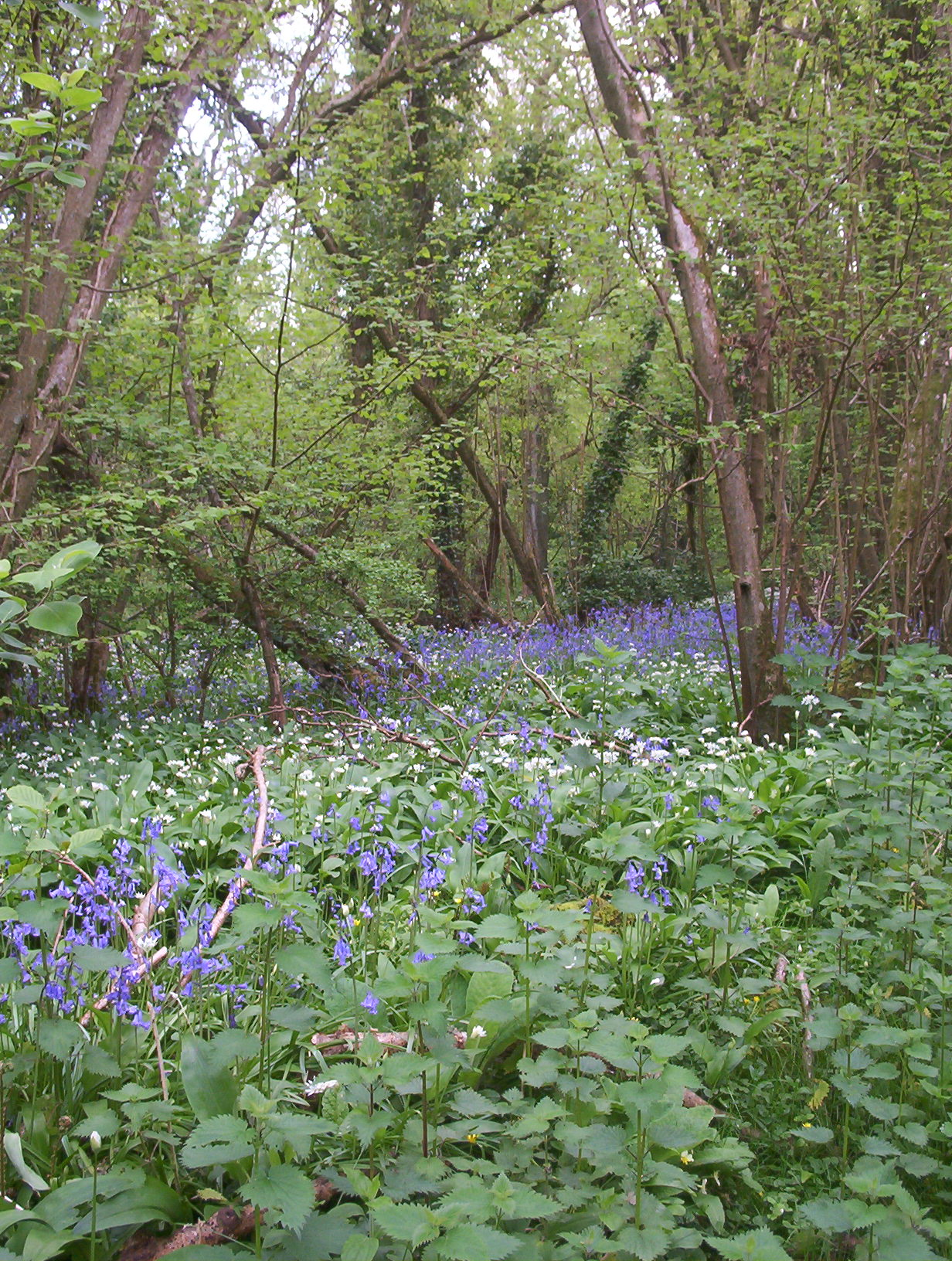
Talhadia de Corylus
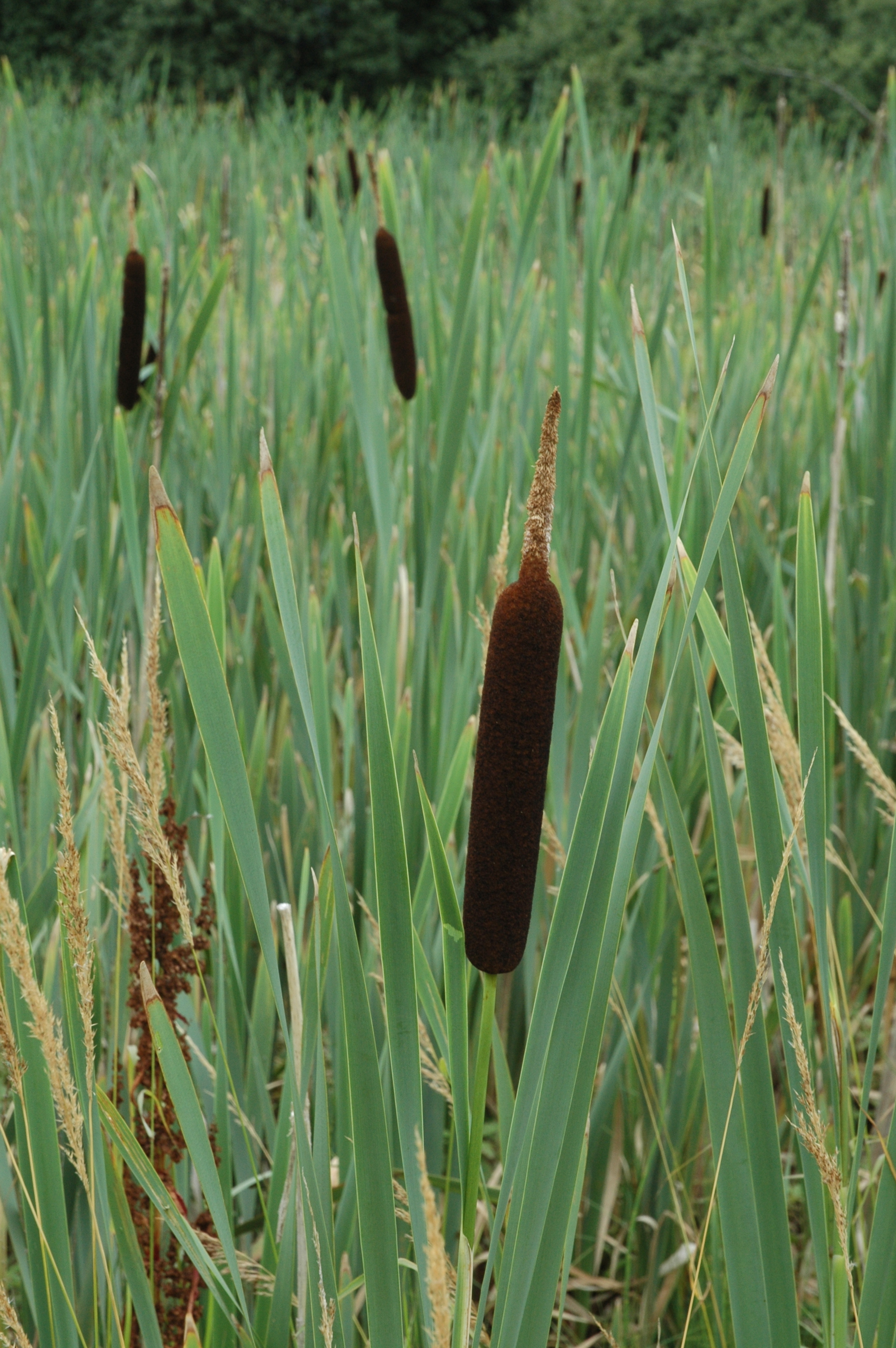
Typha latifolia
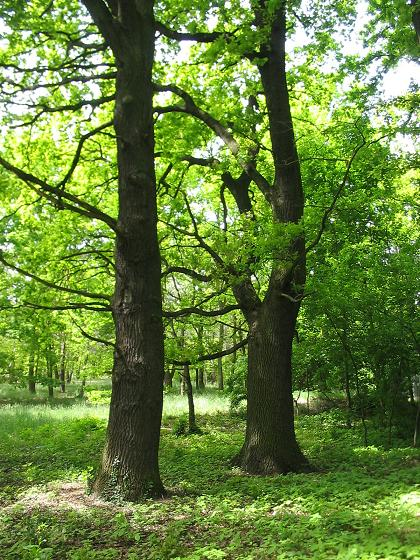
Floresta de carvalhos
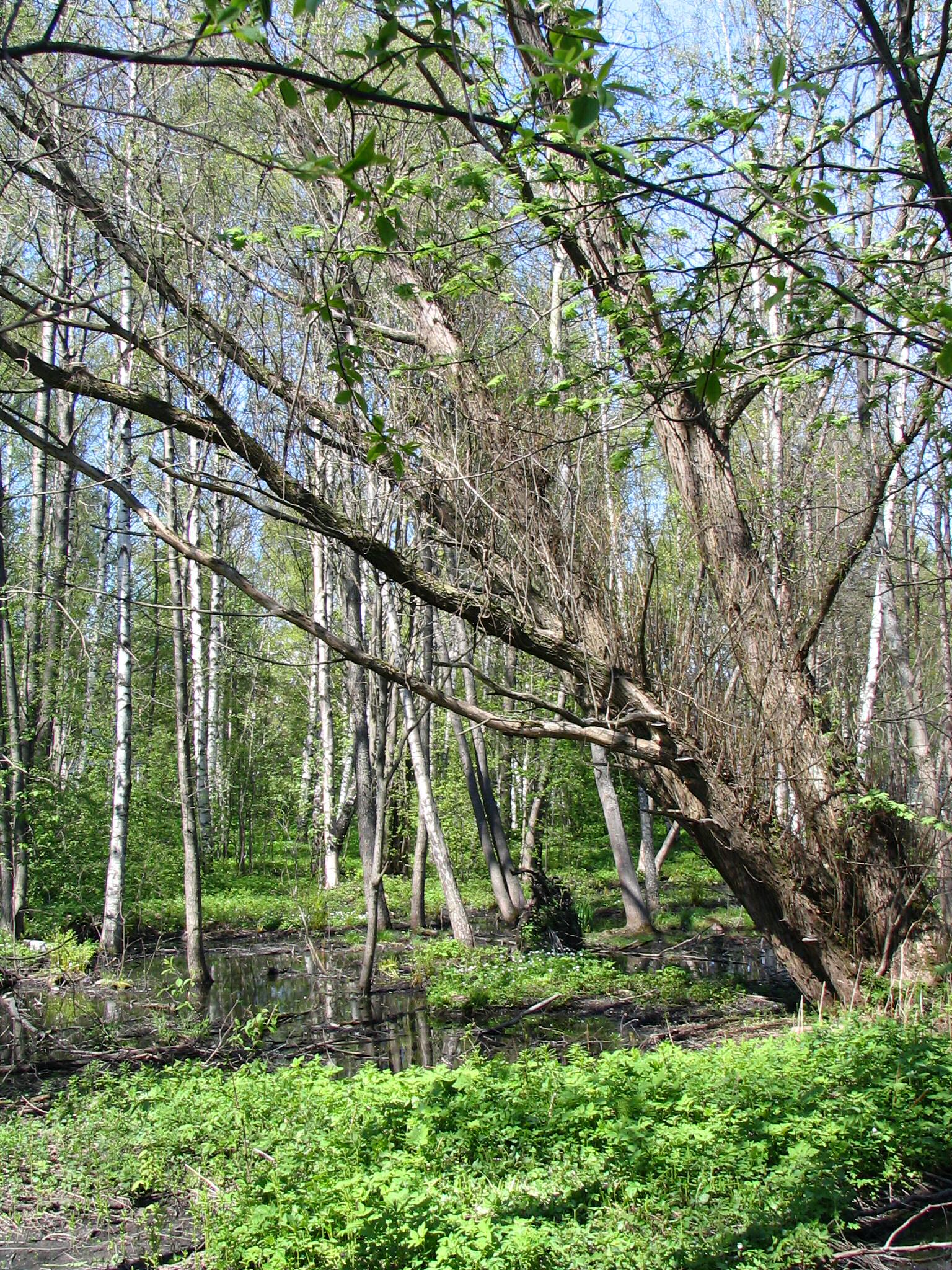
Uma floresta de amieiro em Strömsinlahti, Roihuvuori, Helsinki

## Fauna

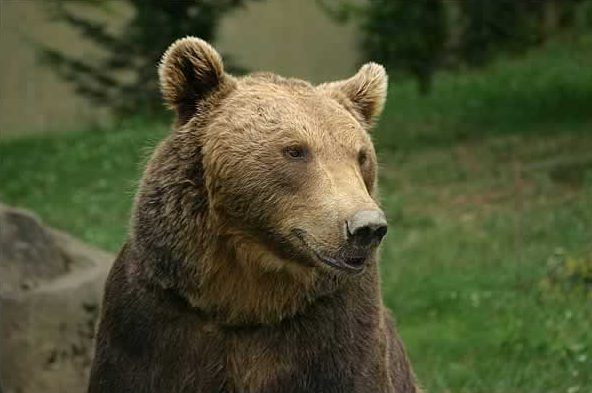
Urso-pardo-dos-pirenéus.

A nova floresta foi povoada com animais de refúgio na Itália, Espanha e nos Bálcãs. Animais como Emys orbicularis (cágado-de-carapaça-estriada), que requerem temperaturas mais quentes, foram encontrados na Dinamarca. A tarambola-dourada da Eurásia chegou tão ao norte quanto a Noruega.

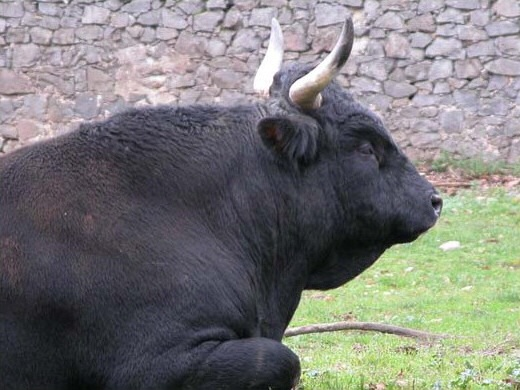
Auroques reconstituídos.

Floresta ungulado incluídos: cervos Cervus elaphus (vermelho), Capreolus capreolus (corça), Alces alces (alce), Sus scrofa (porco selvagem), e Bos primigenius (auroque). Predadores incluídos: Canis lupus (lobo), Ursus arctos (urso-pardo), Lynx lynx (lince), Felis sylvestris (gato-da-selva), e herbívoros Lepus europaeus (lebre-comum).

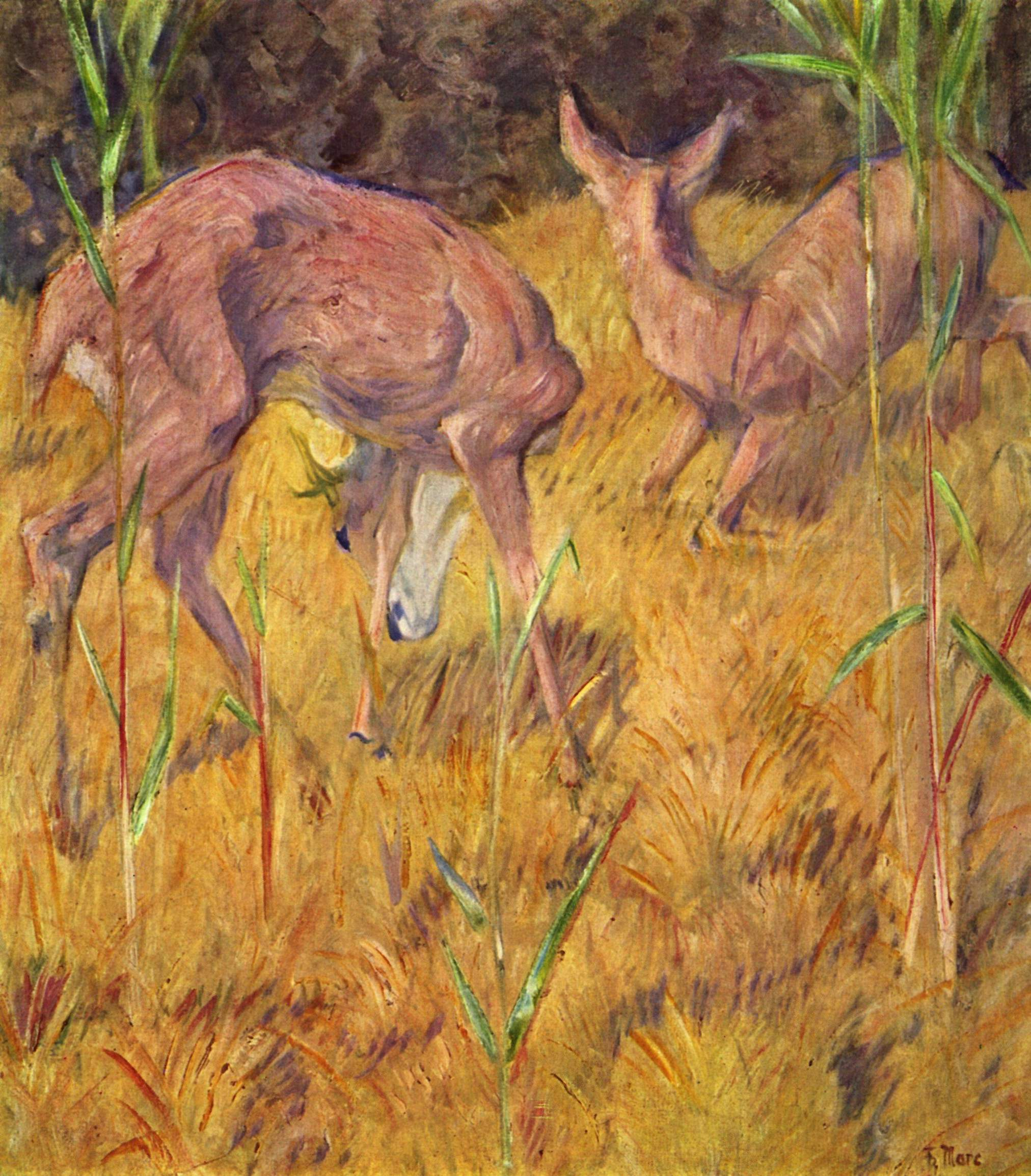
Veados nos juncos, por Franz Marc.

As águas interiores teriam contido espécies de mamíferos tais como Castor fiber  (castor), Lutra lutra (lontra-europeia) e espécies de peixes como Esox lucius (pique do norte) e Siluris glanis (peixe-gato).

## Humanos
O Pré-boreal e Boreal na Europa era uma idade de transição das culturas paleolíticas para Mesolítico. Florestas e afluentes da costa eram lugares de abundância. Os suprimentos humanos evitavam a floresta profunda em favor de córregos, lagos e especialmente baías do oceano.
Os suprimentos pré-boreais foram encontrados no centro-norte da Europa, como em Friesack. Lá, um achado incomum de fragmentos de rede feitos de fibras vegetais sugeria que a pesca era uma parte importante da vida.
Achados de outro suprimento em Vis, perto do Rio Vychegda na Rússia, oferecem mais detalhes da vida em um suprimento do Boreal. Fibras vegetais foram usadas para cestos e para formação de pontos ósseos para eixos. Os pescadores atravessavam as águas em barcaças carregadas por remo e colocavam redes. Eles também fizeram redes de mão de aros de madeira e fibra vegetal.
A coleta de alimentos continuou no inverno: foram encontrados skis e trenós. Rena continuou a ser caçada e provavelmente arrebanhada. Arcos, flechas e lanças foram encontrados. Os instrumentos provavelmente seriam embelezados esculpindo em madeira ou osso. Apenas alguns motivos foram usados: a cabeça do alce, a cobra e o humano.
Na Europa, a principal cultura foi o Maglemosiano (9 000-6 400 a.C.), estendendo-se Dinamarca e a Rússia. As culturas localizadas incluíram a Nieman da Lituânia, Kunda da Letónia e Estónia, azilianos da França e o epi-gravetiano da Itália. Para o fim das mestéicas, as tradições locais começaram a multiplicar, talvez devido a influências do sul, ou devido ao avanço geral da cultura.
Na América do Norte, o complexo San Dieguito e o complexo Lake Mojave existiam nesse período, localizados na região costeira do sul da Califórnia e no deserto de Mojave, e no norte do México, deserto de Sonora no deserto de Yuma e península da Baixa Califórnia.